# 35. policejní a granátnická divize SS
35. SS und Polizei Grenadier Division byla jednou z divizí Waffen-SS během II. světové války. Za své neobvyklé jméno vděčí skutečnosti, že její základ tvořily jednotky SS Polizei Regiment 29 (SS-Polizei-Grenadier-Regiment 89), SS Polizei Regiment 30 (SS Polizei Grenadier Regiment 90) a SS Polizei Regiment 14 (SS Polizei Grenadier Regiment 91), jež byly přesunuty do Waffen-SS. Divize byla zformována na jaře 1945, ale nikdy nedosáhla plného stavu.
Jako součást německé 9. Armee se 16. až 19. dubna 1945 zúčastnila bojů na Seelowských výšinách 90 kilometrů východně od Berlína. 26. dubna se celá 9. Armee dostalo do obklíčení při protiútoku u městečka Halbe. 27. dubna byl zničen štáb divize a zabit SS-Standartenführer Rüdiger Pipkorn. Ze zbytků jednotek 9. Armee se vytvořily dvě Kampfgruppe, kterým se podařilo 28. dubna z obklíčení probojovat. 29. dubna je ale Sověti znovu obklíčili. Přesto se pokoušeli probojovat k Labi a vzdát se Američanům. To se 1. až 3. května povedlo několika malým skupinám, ale většina přeživších mužů padla 7. května do sovětského zajetí.

## Velitelé
Vrchní velení
- SS-Oberführer Johannes Wirth (únor 1945 – 1. březen 1945)
- SS-Standartenführer Rüdiger Pipkorn (1. březen – 27. duben 1945)

Náčelník štábu
SS-Sturmbannführer Wilhelm Büthe (? – ? březen 1945)
Proviantní důstojníci
SS-Obersturmführer Herbert Holtz (? duben 1945 – ?)

## Bojová sestava
- SS-Polizei-Grenadier-Regiment 89 (89. pluk granátníků policie SS – I. až III.)
- SS-Polizei-Grenadier-Regiment 90 (90. pluk granátníků policie SS – I. až II.)
- SS-Polizei-Grenadier-Regiment 91 (91. pluk granátníků policie SS – I. až II.)
- SS-Polizei-Artillerie-Regiment 35 (35. pluk polního dělostřelectva policie SS – I. až III.)
- SS-Polizei-Füsilier-Abteilung 35 (35. oddíl střelců policie SS)
- SS-Panzerjäger-Abteilung 35 (35. oddíl stíhačů tanků SS)
- SS-Polizei-Pionier-Bataillon 35 (35. ženijní prapor policie SS)
- SS-Polizei-Nachrichten-Abteilung 35 (35. zpravodajský oddíl policie SS)
- SS-Versorgungs-Regiment 35 (35. zásobovací pluk SS)
- SS-Feldgendarmerie-Trupp 35 (35. oddíl polního četnictva SS)